# Heterobathmioidea
Heterobathmioidea es una superfamilia del orden Lepidoptera. es la única superfamilia del suborden Heterobathmiina y contiene una sola familia Heterobathmiidae y un solo género, Heterobathmia. Vuelan de día y se las considera primitivas. Tienen colores metálicos y se las encuentra en el sur de Sudamérica. Los adultos se alimentan del polen de Nothofagus y las larvas de las hojas (Kristensen, 1983, 1999). Las mayoría de las especies conocidas no están descritas (ver Kristensen y Nielsen, 1978, 1998). 